# Rodri (calciatore 1934)
Francisco Rodríguez Campoy, conosciuto semplicemente come Rodri (Alicante, 20 agosto 1934), è un ex calciatore spagnolo, di ruolo centrocampista.

## Carriera
Con il Real Betis e con l'Elche vinse un Segunda División. Ha giocato gran parte della sua carriera con la maglia dell'Elche.

## Palmarès

### Competizioni nazionali
- Segunda División (Spagna): 2

Betis: 1957-1958
Elche: 1958-1959